# گمینا بژژنگتسا (استان لهستان کوچک‌تر)
گمینا بژژنگتسا (استان لهستان کوچک‌تر) (به لهستانی:  Gmina Brzeźnica) یک گمینا در لهستان است که در شهرستان وادوویتسه واقع شده‌است. گمینا بژژنگتسا ۶۶٫۳ کیلومتر مربع مساحت و ۱۰٬۲۳۲ نفر جمعیت دارد.